# Barna Balázs
Barna Balázs (Budapest, 1948. május 2. –) magyar agrármérnök, növényvirológus, címzetes egyetemi tanár, a Magyar Tudományos Akadémia rendes tagja.

## Élete
1971-ben az Eötvös Loránd Tudományegyetemen szerzett diplomát biológia-kémia szakon. Harmadéves egyetemistaként kezdett dolgozni a Farkas Gábor által vezetett Növényélettani Kutatócsoportban, majd a Király Zoltán vezette Növényvédelmi Kutatóintézet tudományos segédmunkatársa, majd munkatársa lett. 1974-ben egyetemi doktorátust szerzett, majd 1978-ban a mezőgazdasági tudomány kandidátusa lett.
1978-tól 1986-ig főmunkatárs, 1986 és 2000 között osztályvezető, 2000-től 2008-ig pedig igazgatóhelyettes volt, majd négy évig a kutatóintézet igazgatói posztját is betöltötte. 1996-ban a mezőgazdasági tudomány doktora lett, 1999-ben pedig Széchenyi Professzori Ösztöndíjat kapott. 2013-ban a Magyar Tudományos Akadémia levelező, 2019-ben rendes tagja lett.
Szakterülete a növényi kórélettan, a növényi betegség-ellenállóság és a gabonafélék rozsda és lisztharmat betegségének mechanizmusa, valamint a növények élettani állapotának szerepe a betegség- és stressz-ellenállóságban. Kutatási területei közé tartozik a juvenilitás/szeneszcentia hatása a növény betegség ellenállóságára, a reaktív oxigénfajták szerepe és a rezisztenciamechanizmusok. Az ELTE és a SZIE címzetes egyetemi tanára, tagja az Európai Növénybiológiai Társaságok Szövetségének és az Amerikai Növénykórtani Társaságnak, valamint az MTA Növényvédelmi Bizottságának, emellett három nemzetközi folyóirat szerkesztőbizottságának is.

## Díjai, elismerései
- Kiváló dolgozó (1988)
- A Magyar Érdemrend tisztikeresztje (polgári tagozat, 2019)